# العلاقات البرتغالية النيبالية
العلاقات البرتغالية النيبالية هي العلاقات الثنائية التي تجمع بين البرتغال ونيبال.

## مقارنة بين البلدين
هذه مقارنة عامة ومرجعية للدولتين:
| وجه المقارنة                                              | البرتغال                                                  | نيبال                             |
| --------------------------------------------------------- | --------------------------------------------------------- | --------------------------------- |
| المساحة (كم2)                                             | 92.21 ألف                                                 | 147.18 ألف                        |
| عدد السكان (نسمة)                                         | 10.60 مليون                                               | 29.40 مليون                       |
| الكثافة السكانية (ن./كم²)                                 | 114.95                                                    | 199.76                            |
| العاصمة                                                   | لشبونة                                                    | كاتماندو                          |
| اللغة الرسمية                                             | اللغة البرتغالية، اللغة الميراندية                        | اللغة النيبالية                   |
| العملة                                                    | يورو، اسكودو برتغالي                                      | روبية نيبالية                     |
| الناتج المحلي الإجمالي (بليون دولار)                      | 217.57 مليار                                              | 24.47 مليار                       |
| الناتج المحلي الإجمالي (تعادل القوة الشرائية) بليون دولار | 307.82 مليار                                              | 70.20 مليار                       |
| الناتج المحلي الإجمالي الاسمي للفرد دولار أمريكي          | 19.22 ألف                                                 | 743                               |
| الناتج المحلي الإجمالي للفرد دولار أمريكي                 | 28.76 ألف                                                 | 2.37 ألف                          |
| مؤشر التنمية البشرية                                      | 0.830                                                     | 0.548                             |
| رمز المكالمات الدولي                                      | +351                                                      | +977                              |
| رمز الإنترنت                                              | .pt                                                       | .np                               |
| المنطقة الزمنية                                           | توقيت غرب أوروبا، توقيت غرب أوروبا الصيفي، أوروبا/لشبونة ‏ | UTC+05:45، التوقيت الموحد لنيبال ‏ |

## منظمات دولية مشتركة
يشترك البلدان في عضوية مجموعة من المنظمات الدولية، منها:
| علم المنظمة | اسم المنظمة                               | تاريخ انضمام البرتغال | تاريخ انضمام نيبال |
| ----------- | ----------------------------------------- | --------------------- | ------------------ |
|             | مؤسسة التنمية الدولية                     | 29 ديسمبر 1992        | 6 مارس 1963        |
|             | يونسكو                                    | 11 مارس 1965          | 1 مايو 1953        |
|             | مؤسسة التمويل الدولية                     | 8 يوليو 1966          | 7 يناير 1966       |
|             | منظمة حظر الأسلحة الكيميائية              | ?                     | ?                  |
|             | الأمم المتحدة                             | 14 ديسمبر 1955        | 14 ديسمبر 1955     |
|             | منظمة الشرطة الجنائية الدولية             | ?                     | ?                  |
|             | البنك الدولي للإنشاء والتعمير             | 29 مارس 1961          | 6 سبتمبر 1961      |
|             | الاتحاد البريدي العالمي                   | ?                     | ?                  |
|             | المركز الدولي لتسوية المنازعات الاستشارية | 1 أغسطس 1984          | 6 فبراير 1969      |
|             | وكالة ضمان الاستثمار متعدد الأطراف        | 6 يونيو 1988          | 9 فبراير 1994      |
|             | بنك التنمية الآسيوي                       | 2002                  | 1966               |
|             | منظمة التجارة العالمية                    | ?                     | ?                  |
|             | الفريق المعني برصد الأرض                  | ?                     | ?                  |

## وصلات خارجية
- موقع وزارة الخارجية البرتغالية
- موقع وزارة الخارجية النيبالية